# Stephanodes septentrionalis
Stephanodes septentrionalis är en stekelart som beskrevs av Huber 1997. Stephanodes septentrionalis ingår i släktet Stephanodes och familjen dvärgsteklar. Inga underarter finns listade i Catalogue of Life.